# UEFA Champions League 2005-2006 (fase a gironi)
Questa voce raccoglie un approfondimento sulle gare della fase a gironi dell'edizione 2005-2006 della UEFA Champions League.

## Formula
Per stabilire la composizione degli otto gruppi, le squadre qualificate sono state suddivise in quattro fasce in base al ranking UEFA 2005.
In fase di sorteggio, ogni gruppo è stato formato da una testa di serie più altre tre squadre ciascuna appartenente a una fascia diversa (non potevano però essere sorteggiate nello stesso gruppo squadre provenienti dalla medesima nazione).

## Squadre
| Legenda                                                                                   |
| ----------------------------------------------------------------------------------------- |
| Primi e secondi classificati (agli ottavi di finale della fase a eliminazione diretta)    |
| Terzi classificati (ai sedicesimi di finale fase a eliminazione diretta della Coppa UEFA) |
| Quarti classificati (eliminati)                                                           |

| Squadre        | Coeff   |
| Urna 1         | Urna 1  |
| -------------- | ------- |
| Liverpool      | 115.864 |
| Real Madrid    | 131.326 |
| Milan          | 121.191 |
| Barcellona     | 117.326 |
| Manchester Utd | 110.864 |
| Inter          | 101.191 |
| Bayern Monaco  | 97.166  |
| Arsenal        | 93.864  |

| Squadre         | Coeff  |
| Urna 2          | Urna 2 |
| --------------- | ------ |
| Porto           | 93.739 |
| Juventus        | 93.191 |
| PSV             | 84.145 |
| Olympique Lione | 81.324 |
| Panathīnaïkos   | 70.715 |
| Chelsea         | 68.864 |
| Villarreal      | 58.326 |
| Ajax            | 52.145 |

| Squadre      | Coeff  |
| Urna 3       | Urna 3 |
| ------------ | ------ |
| Club Bruges  | 50.476 |
| Anderlecht   | 47.476 |
| Olympiacos   | 46.715 |
| Schalke 04   | 44.166 |
| Sparta Praga | 43.223 |
| Lilla        | 41.324 |
| Rangers      | 40.476 |
| Werder Brema | 40.166 |

| Squadre             | Coeff  |
| Urna 4              | Urna 4 |
| ------------------- | ------ |
| Benfica             | 36.739 |
| Rosenborg           | 36.665 |
| Betis               | 34.326 |
| Udinese             | 30.191 |
| Fenerbahçe          | 23.872 |
| Rapid Vienna        | 15.208 |
| Thun                | 6.887  |
| Artmedia Bratislava | 4.850  |

## Sorteggio
Per stabilire la composizione degli otto gruppi, le squadre qualificate sono state suddivise in quattro fasce in base al ranking UEFA 2005.
In fase di sorteggio, ogni gruppo è stato formato da una testa di serie più altre tre squadre ciascuna appartenente a una fascia diversa (non potevano però essere sorteggiate nello stesso gruppo squadre provenienti dalla medesima nazione; tale regola, però, non fu applicata nel Gruppo G, in cui Liverpool e Chelsea finirono nello stesso girone, poiché il Liverpool era considerato "apolide", in ragione dello speciale lasciapassare che gli era stato riservato dall'UEFA in qualità di detentore del trofeo).
Il risultato del sorteggio è stato il seguente:
| Gruppo | 1ª fascia      | 2ª fascia       | 3ª fascia    | 4ª fascia           |
| ------ | -------------- | --------------- | ------------ | ------------------- |
| A      | Bayern Monaco  | Juventus        | Club Bruges  | Rapid Vienna        |
| B      | Arsenal        | Ajax            | Sparta Praga | Thun                |
| C      | Barcellona     | Panathīnaïkos   | Werder Brema | Udinese             |
| D      | Manchester Utd | Villarreal      | Lilla        | Benfica             |
| E      | Milan          | PSV             | Schalke 04   | Fenerbahçe          |
| F      | Real Madrid    | Olympique Lione | Olympiacos   | Rosenborg           |
| G      | Liverpool      | Chelsea         | Anderlecht   | Betis               |
| H      | Inter          | Porto           | Rangers      | Artmedia Bratislava |

## Gruppo A
| Squadra       | P.ti | G | V | P | S | RF | RS | DR  |
| ------------- | ---- | - | - | - | - | -- | -- | --- |
| Juventus      | 15   | 6 | 5 | 0 | 1 | 12 | 5  | +7  |
| Bayern Monaco | 13   | 6 | 4 | 1 | 1 | 10 | 4  | +6  |
| Club Bruges   | 7    | 6 | 2 | 1 | 3 | 6  | 7  | -1  |
| Rapid Vienna  | 0    | 6 | 0 | 0 | 6 | 3  | 15 | -12 |

| Arbitro: | Medina Cantalejo |

|                  |           |                          |
| Yulu-Matondo 85’ | Marcatori | 66’ Nedvěd 75’ Trezeguet |

| Arbitro: | Sars |

|  |           |              |
|  | Marcatori | 60’ Guerrero |

| Arbitro: | Øvrebø |

|                |           |  |
| Demichelis 32’ | Marcatori |  |

| Arbitro: | Hansson |

|                                        |           |  |
| Trezeguet 27’ Mutu 81’ Ibrahimović 85’ | Marcatori |  |

| Arbitro: | Vassaras |

|                            |           |                 |
| Deisler 32’ Demichelis 39’ | Marcatori | 90’ Ibrahimović |

| Arbitro: | Dougal |

|  |           |             |
|  | Marcatori | 75’ Balaban |

| Arbitro: | Yefet |

|                                      |           |                      |
| Portillo 9’ Balaban 25’ Verheyen 63’ | Marcatori | 1’ Kincl 81’ Hofmann |

| Arbitro: | Micheľ |

|                    |           |             |
| Trezeguet 63’, 85’ | Marcatori | 66’ Deisler |

| Arbitro: | Ibáñez |

|                                        |           |  |
| Deisler 21’ Karimi 54’ Makaay 72’, 77’ | Marcatori |  |

| Arbitro: | Styles |

|               |           |  |
| Del Piero 80’ | Marcatori |  |

| Arbitro: | Duhamel |

|              |           |                |
| Portillo 32’ | Marcatori | 21’ C. Pizarro |

| Arbitro: | Jára |

|           |           |                                    |
| Kincl 52’ | Marcatori | 35’, 45’ Del Piero 41’ Ibrahimović |

## Gruppo B
| Squadra      | P.ti | G | V | P | S | RF | RS | DR |
| ------------ | ---- | - | - | - | - | -- | -- | -- |
| Arsenal      | 16   | 6 | 5 | 1 | 0 | 10 | 2  | +8 |
| Ajax         | 11   | 6 | 3 | 2 | 1 | 10 | 6  | +4 |
| Thun         | 4    | 6 | 1 | 1 | 4 | 4  | 9  | -5 |
| Sparta Praga | 2    | 6 | 0 | 2 | 4 | 2  | 9  | -7 |

| Arbitro: | Gilewski |

|                                   |           |              |
| Gilberto Silva 51’ Bergkamp 90+2’ | Marcatori | 53’ Ferreira |

| Arbitro: | Bo Larsen |

|               |           |                |
| Matušovič 66’ | Marcatori | 90+1’ Sneijder |

| Arbitro: | Medina Cantalejo |

|               |           |                               |
| Rosenberg 71’ | Marcatori | 2’ Ljungberg 69’ (rig.) Pires |

| Arbitro: | Layec |

|            |           |  |
| Hodžić 89’ | Marcatori |  |

| Arbitro: | Stark |

|  |           |                |
|  | Marcatori | 21’, 74’ Henry |

| Arbitro: | Rosetti |

|                     |           |  |
| Anastasiou 36’, 55’ | Marcatori |  |

| Arbitro: | Sars |

|                               |           |  |
| Henry 23’ van Persie 81’, 86’ | Marcatori |  |

| Arbitro: | Hriňák |

|                             |           |                                                             |
| Lustrinelli 56’ Pimenta 74’ | Marcatori | 27’ Sneijder 62’ Anastasiou 90+1’ N. de Jong 90+3’ Boukhari |

| Arbitro: | Batista |

|  |           |                  |
|  | Marcatori | 88’ (rig.) Pires |

| Arbitro: | Ivanov |

|                     |           |            |
| N. de Jong 68’, 89’ | Marcatori | 90’ Petráš |

| Londra 7 dicembre 2005, ore 20:45 CET 6ª giornata | Arsenal            | 0 – 0 referto | Ajax | Highbury (35 376 spett.)\| Arbitro: \| Iturralde González \| |
| Arbitro:                                          | Iturralde González |               |      |                                                              |

| Praga 7 dicembre 2005, ore 20:45 CET 6ª giornata | Sparta Praga | 0 – 0 | Thun | Generali Arena (9 200 spett.)\| Arbitro: \| Riley \| |
| Arbitro:                                         | Riley        |       |      |                                                      |

## Gruppo C
| Squadra       | P.ti | G | V | P | S | RF | RS | DR  |
| ------------- | ---- | - | - | - | - | -- | -- | --- |
| Barcellona    | 16   | 6 | 5 | 1 | 0 | 16 | 2  | +14 |
| Werder Brema  | 7    | 6 | 2 | 1 | 3 | 12 | 12 | 0   |
| Udinese       | 7    | 6 | 2 | 1 | 3 | 10 | 12 | -2  |
| Panathīnaïkos | 4    | 6 | 1 | 1 | 4 | 4  | 16 | -12 |

| Arbitro: | Hauge |

|  |           |                                |
|  | Marcatori | 13’ Deco 77’ (rig.) Ronaldinho |

| Arbitro: | Benquerença |

|                        |           |  |
| Iaquinta 28’, 73’, 76’ | Marcatori |  |

| Arbitro: | Bennett |

|                                          |           |            |
| Ronaldinho 13’, 32’, 90’ (rig.) Deco 41’ | Marcatori | 24’ Felipe |

| Arbitro: | Poulat |

|                                   |           |           |
| E. González 5’ (rig.) Mantzios 8’ | Marcatori | 41’ Klose |

| Atene 18 ottobre 2005, ore 20:45 CEST 3ª giornata | Panathīnaïkos | 0 – 0 | Barcellona | Stadio Olimpico di Atene (68 000 spett.)\| Arbitro: \| De Bleeckere \| |
| Arbitro:                                          | De Bleeckere  |       |            |                                                                        |

| Arbitro: | Temmink |

|               |           |                   |
| Di Natale 86’ | Marcatori | 64’ (aut.) Felipe |

| Arbitro: | Temmink |

|                                             |           |  |
| van Bommel 1’ Eto'o 14’, 40’, 65’ Messi 34’ | Marcatori |  |

| Arbitro: | Baskakov |

|                                       |           |                                      |
| Klose 15’ Baumann 24’ Micoud 51’, 67’ | Marcatori | 54’, 57’ Di Natale 60’ (aut.) Schulz |

| Arbitro: | Bo Larsen |

|                                      |           |                     |
| Gabri 14’ Ronaldinho 26’ Larsson 71’ | Marcatori | 22’ (rig.) Borowski |

| Arbitro: | Poll |

|                     |           |                          |
| Charalambidis 45+1’ | Marcatori | 81’ Iaquinta 83’ Candela |

| Arbitro: | Fröjdfeldt |

|                                                         |           |            |
| Micoud 2’ (rig.) Valdez 28’, 31’ Klose 51’ Frings 90+1’ | Marcatori | 53’ Morris |

| Arbitro: | Braahmaar |

|  |           |                          |
|  | Marcatori | 85’ Ezquerro 90’ Iniesta |

## Gruppo D
| Squadra        | P.ti | G | V | P | S | RF | RS | DR |
| -------------- | ---- | - | - | - | - | -- | -- | -- |
| Villarreal     | 10   | 6 | 2 | 4 | 0 | 3  | 1  | +2 |
| Benfica        | 8    | 6 | 2 | 2 | 2 | 5  | 5  | 0  |
| Lilla          | 6    | 6 | 1 | 3 | 2 | 1  | 2  | -1 |
| Manchester Utd | 6    | 6 | 1 | 3 | 2 | 3  | 4  | -1 |

| Villarreal 14 settembre 2005, ore 20:45 CEST 1ª giornata | Villarreal     | 0 – 0 referto | Manchester Utd | El Madrigal (23 000 spett.)\| Arbitro: \| Milton Nielsen \| |
| Arbitro:                                                 | Milton Nielsen |               |                |                                                             |

| Arbitro: | Temmink |

|               |           |  |
| Miccoli 90+2’ | Marcatori |  |

| Arbitro: | Micheľ |

|                              |           |           |
| Giggs 35’ van Nistelrooy 85’ | Marcatori | 59’ Simão |

| Saint-Denis 27 settembre 2005, ore 20:45 CEST 2ª giornata | Lilla      | 0 – 0 referto | Villarreal | Stade de France (35 153 spett.)\| Arbitro: \| Fröjdfeldt \| |
| Arbitro:                                                  | Fröjdfeldt |               |            |                                                             |

| Manchester 18 ottobre 2005, ore 20:45 CEST 3ª giornata | Manchester Utd | 0 – 0 referto | Lilla | Old Trafford\| Arbitro: \| Farina \| |
| Arbitro:                                               | Farina         |               |       |                                      |

| Arbitro: | Meyer |

|                     |           |                  |
| Riquelme 72’ (rig.) | Marcatori | 77’ M. Fernandes |

| Arbitro: | Merk |

|              |           |  |
| Ačimovič 38’ | Marcatori |  |

| Arbitro: | De Bleeckere |

|  |           |           |
|  | Marcatori | 81’ Senna |

| Manchester 22 novembre 2005, ore 20:45 CET 5ª giornata | Manchester Utd | 0 – 0 referto | Villarreal | Old Trafford (67 471 spett.)\| Arbitro: \| De Santis \| |
| Arbitro:                                               | De Santis      |               |            |                                                         |

| Saint-Denis 22 novembre 2005, ore 20:45 CET 5ª giornata | Lilla   | 0 – 0 referto | Benfica | Stade de France (76 200 spett.)\| Arbitro: \| Busacca \| |
| Arbitro:                                                | Busacca |               |         |                                                          |

| Arbitro: | Vassaras |

|                       |           |            |
| Geovanni 16’ Beto 34’ | Marcatori | 6’ Scholes |

| Arbitro: | Ivanov |

|            |           |  |
| Guayre 21’ | Marcatori |  |

## Gruppo E
| Squadra    | P.ti | G | V | P | S | RF | RS | DR |
| ---------- | ---- | - | - | - | - | -- | -- | -- |
| Milan      | 11   | 6 | 3 | 2 | 1 | 12 | 6  | +6 |
| PSV        | 10   | 6 | 3 | 1 | 2 | 4  | 6  | -2 |
| Schalke 04 | 8    | 6 | 2 | 2 | 2 | 12 | 9  | +3 |
| Fenerbahçe | 4    | 6 | 1 | 1 | 4 | 7  | 14 | -7 |

| Arbitro: | Riley |

|                            |           |                 |
| Kaká 18’, 87’ Ševčenko 89’ | Marcatori | 63’ (rig.) Alex |

| Arbitro: | Yuriy Baskakov |

|                            |           |  |
| Vennegoor of Hesselink 33’ | Marcatori |  |

| Arbitro: | Mejuto González |

|                                   |           |  |
| Alex 40’ (rig.), 68’ Appiah 90+2’ | Marcatori |  |

| Arbitro: | Bo Larsen |

|                        |           |                         |
| Larsen 3’ Altıntop 70’ | Marcatori | 1’ Seedorf 59’ Ševčenko |

| Milano 19 ottobre 2005, ore 20:45 CEST 3ª giornata | Milan  | 0 – 0 referto | PSV | Stadio Giuseppe Meazza (39 298 spett.)\| Arbitro: \| Plautz \| |
| Arbitro:                                           | Plautz |               |     |                                                                |

| Arbitro: | Hamer |

|                                        |           |                              |
| Fabio Luciano 14’ Nobre 73’ Appiah 79’ | Marcatori | 59’, 62’ Lincoln 77’ Kuranyi |

| Arbitro: | Poll |

|            |           |  |
| Farfán 12’ | Marcatori |  |

| Arbitro: | Medina Cantalejo |

|                        |           |  |
| Kuranyi 32’ Sand 90+1’ | Marcatori |  |

| Arbitro: | Hauge |

|  |           |                             |
|  | Marcatori | 16’, 52’, 70’, 76’ Ševčenko |

| Arbitro: | Micheľ |

|                                          |           |  |
| K'obiashvili 18’ (rig.), 73’, 79’ (rig.) | Marcatori |  |

| Arbitro: | Mejuto González |

|                         |           |                         |
| Pirlo 42’ Kaká 52’, 60’ | Marcatori | 44’ Poulsen 66’ Lincoln |

| Arbitro: | Poulat |

|                     |           |  |
| Cocu 14’ Farfán 85’ | Marcatori |  |

## Gruppo F
| Squadra         | P.ti | G | V | P | S | RF | RS | DR |
| --------------- | ---- | - | - | - | - | -- | -- | -- |
| Olympique Lione | 16   | 6 | 5 | 1 | 0 | 13 | 4  | +9 |
| Real Madrid     | 10   | 6 | 3 | 1 | 2 | 10 | 8  | +2 |
| Rosenborg       | 4    | 6 | 1 | 1 | 4 | 6  | 11 | -5 |
| Olympiacos      | 4    | 6 | 1 | 1 | 4 | 7  | 13 | -6 |

| Arbitro: | Farina |

|                 |           |                                                      |
| Lago 19’ (aut.) | Marcatori | 42’ Skjelbred 48’ (aut.) Maurogenidīs 90+4’ Storflor |

| Arbitro: | De Santis |

|                                   |           |  |
| Carew 21’ Juninho 26’ Wiltord 31’ | Marcatori |  |

| Arbitro: | Baskakov |

|  |           |          |
|  | Marcatori | 45’ Cris |

| Arbitro: | Merk |

|                     |           |           |
| Raúl 9’ Soldado 86’ | Marcatori | 48’ Kafes |

| Arbitro: | Poll |

|                      |           |           |
| Juninho 4’ Govou 89’ | Marcatori | 84’ Kafes |

| Arbitro: | Bennett |

|                                                   |           |            |
| Woodgate 48’ Raúl 52’ I. Helguera 68’ Beckham 82’ | Marcatori | 40’ Strand |

| Arbitro: | Stark |

|  |           |                            |
|  | Marcatori | 26’ (aut.) Dorsin 41’ Guti |

| Arbitro: | Fröjdfeldt |

|              |           |                                       |
| Babangida 3’ | Marcatori | 41’ Juninho 44’, 57’ Carew 55’ Diarra |

| Arbitro: | Allaerts |

|             |           |             |
| Helstad 88’ | Marcatori | 25’ Rivaldo |

| Arbitro: | De Bleeckere |

|          |           |           |
| Guti 41’ | Marcatori | 71’ Carew |

| Arbitro: | Milton Nielsen |

|                       |           |          |
| Bulut 50’ Rivaldo 87’ | Marcatori | 7’ Ramos |

| Arbitro: | Ibáñez |

|                        |           |             |
| Benzema 33’ Fred 90+3’ | Marcatori | 68’ Braaten |

## Gruppo G
| Squadra    | P.ti | G | V | P | S | RF | RS | DR |
| ---------- | ---- | - | - | - | - | -- | -- | -- |
| Liverpool  | 12   | 6 | 3 | 3 | 0 | 6  | 1  | +5 |
| Chelsea    | 11   | 6 | 3 | 2 | 1 | 7  | 1  | +6 |
| Betis      | 7    | 6 | 2 | 1 | 3 | 3  | 7  | -7 |
| Anderlecht | 3    | 6 | 1 | 0 | 5 | 1  | 8  | -7 |

| Arbitro: | Plautz |

|          |           |                                    |
| Arzu 51’ | Marcatori | 2’ Sinama-Pongolle 14’ Luis García |

| Arbitro: | Stark |

|             |           |  |
| Lampard 18’ | Marcatori |  |

| Liverpool 28 settembre 2005, ore 20:45 CEST 2ª giornata | Liverpool | 0 – 0 referto | Chelsea | Anfield (42 750 spett.)\| Arbitro: \| De Santis \| |
| Arbitro:                                                | De Santis |               |         |                                                    |

| Arbitro: | Rosetti |

|  |           |                 |
|  | Marcatori | 68’ R. Oliveira |

| Arbitro: | Busacca |

|  |           |           |
|  | Marcatori | 20’ Cissé |

| Arbitro: | Hauge |

|                                                   |           |  |
| Drogba 24’ R. Carvalho 44’ J. Cole 59’ Crespo 64’ | Marcatori |  |

| Arbitro: | Milton Nielsen |

|                                         |           |  |
| Morientes 34’ Luis García 61’ Cissé 89’ | Marcatori |  |

| Arbitro: | Hamer |

|          |           |  |
| Dani 28’ | Marcatori |  |

| Arbitro: | Farina |

|  |           |                           |
|  | Marcatori | 8’ Crespo 15’ R. Carvalho |

| Liverpool 23 novembre 2005, ore 20:45 CET 5ª giornata | Liverpool | 0 – 0 referto | Betis | Anfield (42 100 spett.)\| Arbitro: \| Poulat \| |
| Arbitro:                                              | Poulat    |               |       |                                                 |

| Londra 6 dicembre 2005, ore 20:45 CET 6ª giornata | Chelsea | 0 – 0 referto | Liverpool | Stamford Bridge (41 598 spett.)\| Arbitro: \| Fandel \| |
| Arbitro:                                          | Fandel  |               |           |                                                         |

| Arbitro: | Čeferin |

|  |           |             |
|  | Marcatori | 44’ Kompany |

## Gruppo H
| Squadra             | P.ti | G | V | P | S | RF | RS | DR |
| ------------------- | ---- | - | - | - | - | -- | -- | -- |
| Inter               | 13   | 6 | 4 | 1 | 1 | 9  | 4  | +5 |
| Rangers             | 7    | 6 | 1 | 4 | 1 | 7  | 7  | 0  |
| Artmedia Bratislava | 6    | 6 | 1 | 3 | 2 | 5  | 9  | -4 |
| Porto               | 5    | 6 | 1 | 2 | 3 | 8  | 9  | -1 |

| Arbitro: | Poulat |

|  |           |          |
|  | Marcatori | 17’ Cruz |

| Arbitro: | Wegereef |

|                                        |           |               |
| Løvenkrands 35’ Pršo 58’ Kyrgiakos 84’ | Marcatori | 47’, 71’ Pepe |

| Arbitro: | Vassaras |

|             |           |  |
| Pizarro 49’ | Marcatori |  |

| Arbitro: | Busacca |

|                              |           |                                    |
| Lucho González 32’ Diego 39’ | Marcatori | 45+1’ Petráš 54’ Kozák 74’ Borbély |

| Arbitro: | Ivanov |

|                                   |           |  |
| Materazzi 22’ (aut.) McCarthy 35’ | Marcatori |  |

| Glasgow 19 ottobre 2005, ore 20:45 CEST 3ª giornata | Rangers | 0 – 0 referto | Artmedia Bratislava | Ibrox Stadium (49 018 spett.)\| Arbitro: \| Ibáñez \| |
| Arbitro:                                            | Ibáñez  |               |                     |                                                       |

| Arbitro: | Mejuto González |

|                      |           |             |
| Cruz 75’ (rig.), 82’ | Marcatori | 16’ Almeida |

| Arbitro: | Meyer |

|                      |           |                      |
| Borbély 8’ Kozák 59’ | Marcatori | 3’ Pršo 44’ Thompson |

| Arbitro: | Riley |

|                                |           |  |
| Figo 28’ Adriano 41’, 59’, 74’ | Marcatori |  |

| Arbitro: | Fandel |

|                    |           |               |
| Lisandro López 60’ | Marcatori | 83’ McCormack |

| Arbitro: | Plautz |

|                 |           |             |
| Løvenkrands 38’ | Marcatori | 30’ Adriano |

| Bratislava 6 dicembre 2005, ore 20:45 CET 6ª giornata | Artmedia Bratislava | 0 – 0 referto | Porto | Petržalka Stadion (6 000 spett.)\| Arbitro: \| Merk \| |
| Arbitro:                                              | Merk                |               |       |                                                        |